# Кобелєв Олександр Іванович
Олександр Іванович Кобелєв (5 березня 1910 — 14 жовтня 1975) — командир ескадрильї 951-го штурмового авіаційного полку 306-ї штурмової авіаційної дивізії 17-ї повітряної армії 3-го Українського фронту, підполковник, Герой Радянського Союзу (1944).

## Біографія
Олександр Іванович Кобелєв народився 5 березня 1910 року в селі Моторне (тепер увійшло в межі Уфи) в селянській родині.
Росіянин. Член ВКП(б)/КПРС з 1932 року. Закінчив сільську школу, курси трактористів і шоферів в місті Оренбурзі. Працював шофером. У 1934 році закінчив Батайську школу пілотів Цивільного повітряного флоту (ЦПФ). Працював інструктором-льотчиком у Батайській і Тамбовської школах ЦПФ.
В Червону Армію призваний у 1940 році Ленінським райвійськкоматом міста Тамбова.
На фронтах Другої світової війни з травня 1943 року.
З 1948 року підполковник Кобелєв О.І. — в запасі, але продовжував літати на літаках цивільної авіації. Жив у місті Уфі.
Помер 14 жовтня 1975 року. Похований в Уфі.

## Подвиг
«Командир ескадрильї 951-го штурмового авіаційного полку (306-а штурмова авіаційна дивізія, 17-а повітряна армія, 3-й Український фронт) капітан Кобелєв О.І. до травня 1944 року здійснив 115 бойових вильотів на штурмовку військових об'єктів, оборонних рубежів, скупчень військ противника, завдав йому великої шкоди». 
Указом Президії Верховної Ради СРСР від 2 серпня 1944 року за зразкове виконання завдань командування і проявлені мужність і героїзм у боях з німецько-фашистськими загарбниками капітану Кобелєву Олександру Івановичу присвоєно звання Героя Радянського Союзу з врученням ордена Леніна і медалі «Золота Зірка» (№ 3470).

## Нагороди
- Медаль «Золота Зірка» Героя Радянського Союзу (02.08.1944);
- орден Леніна (02.08.1944);
- орден Червоного Прапора (08.09.1943);
- орден Червоного Прапора (30.05.1944);
- орден Червоного Прапора (04.09.1944);
- Орден Олександра Невського (18.03.1944);
- медалі.